# Ancient Conquest: Quest for the Golden Fleece
Ancient Conquest: Quest for the Golden Fleece är ett realtidsstrategidatorspel, utvecklat av Megamedia Australia 1999. Det finns även en demoversion av spelet från 1999.

## Inledning/handling och gameplay
Spelat handlar om antikens Grekland då triremer användes. Varje gång man öppnar spelet visas en film där man får se hur två fartyg möter varann och de drar ner planka och de springer över från den ena Triremen till den andra och en drake flyger över slaget och sprutar eld. Denna film efter ha sett den kan klickas bort.
Detta spel handlar om krig utspelat under gudar som följer en på vägen och hjälper till. Genom att bygga tempel kan gudarna ge en "superkrafter" som att framkalla sjöodjur, klippor som sticker upp från ytan så fartyg går på grund, framkalla storm och till och med den starkaste superkraften är att kunna framkalla blixtar. Något med spelet är att allting är i skugga i början och det är bara där man åkt med ett fartyg tidigare som man kan se senare av landskapet.
Däremot sker krig enbart med Fartyg och det är endast fartyg man kan ringa in. Man får en ö och på olika öar finns naturresurser som man måste hämta med lastfartyg, i havet finns fisk som man kan fiska upp för samma lastfartyg. Dessa lastfartyg kan hotas av barbarer som inte är med i något lag men som förstör för andra som kommer för nära. I första uppdraget ska man hämta ett viktigt papper. Krigsfartyg byggs och det är bara med dessa all krigföring sker, man kan med fartygen i vattnet förstöra en hel stad på land genom att ha motsvarande katapulter på fartygen, man kan inte ringa in männen. Krig mellan fartyg och fartyg sker genom att de har ramm, dvs kan ramma ett annat fartyg och man kan överta ett annat fartyg genom att sätta in inställning att männen springer över till andra fartyget dock kan man inte ringa in dem, utan vilket som vinner har att göra med hur högt antal man lyckats med. Det finns mission kampanj men även scenario där man kan bygga för nöjes skull och krig.

## Mottagande
Det är 331 som röstat på spelet på Gamepressure.com och spelet fick totalt 8,6 av 10 i betyg.